# Ischnosoma splendidum
Ischnosoma splendidum är en skalbaggsart som först beskrevs av Johann Ludwig Christian Gravenhorst 1806.  Ischnosoma splendidum ingår i släktet Ischnosoma, och familjen kortvingar. Arten är reproducerande i Sverige.